# Betonverharding

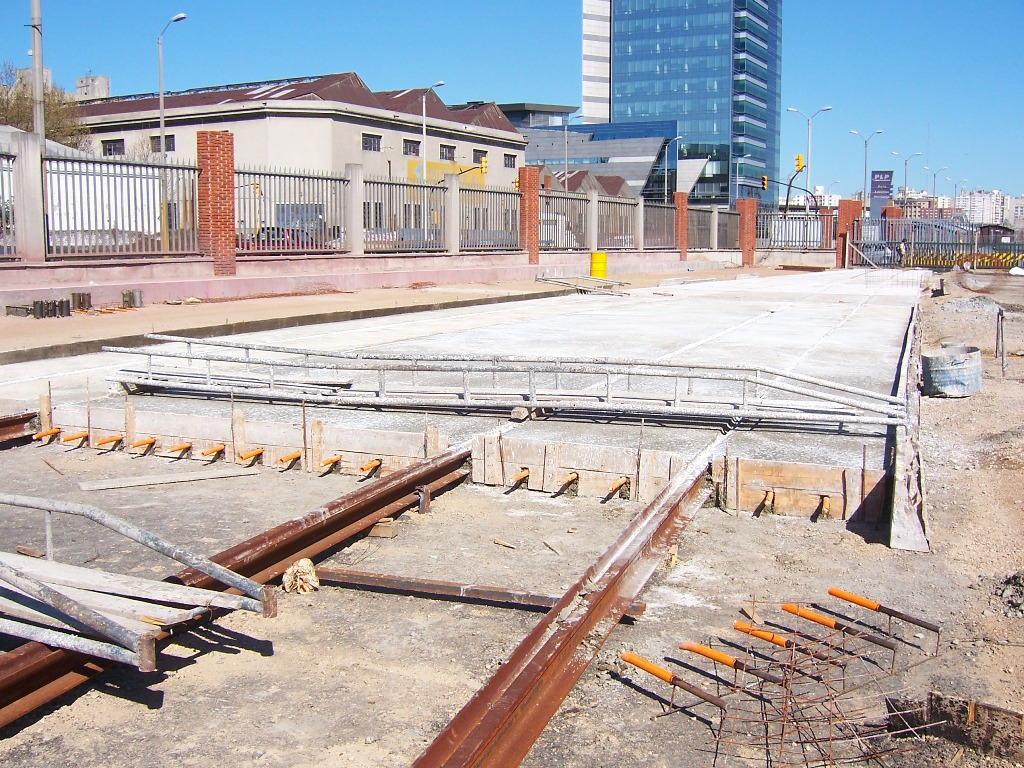
Een betonverharding in aanleg. Op de voorgrond zijn de deuvels te zien voor het volgende vak. In de verharding zijn spoor- of tramrails aangebracht.

Een betonverharding is een verzamelnaam voor wegverhardingen die zijn opgebouwd uit beton. Dit type verharding wordt toegepast voor wegen en bedrijventerreinen. Het voordeel van een betonverharding is dat het heel star en vlak is. Het nadeel is dat zodra de onderliggende lagen verzakken het beton zal breken. Reparatie van een betonverharding is over het algemeen duurder dan asfaltverharding.
Er zijn twee types betonverhardingen: een wegverharding bestaande uit verschillende platen van een zevental meter lang (zogenaamde platenbeton) of een doorlopende betonnen plaat (doorgaand gewapend beton). Wanneer het platenbeton niet goed onderhouden wordt breken de platen bij de zijkanten en verzakken de platen. Dit zorgt ervoor dat er hoogteverschillen ontstaan bij de voegen, dit zorgt voor heel wat geluidshinder.
Een betonverharding kan zowel gewapend als ongewapend uitgevoerd worden. De verharding wordt vaak voorzien van voegen op regelmatige afstanden (enkele meters) om volumeverandering en krachten als gevolg van uitzetten en krimpen op te kunnen vangen. Meestal worden de platen door deuvels bij elkaar gehouden om hoogteverschillen en te grote krachten op de rand van de platen te voorkomen.